# Insuficiència suprarenal
La insuficiència suprarenal (o insuficiència adrenal) és una condició en la qual les glàndules suprarenals, no produeixen la quantitat adequada d'hormones esteroides, principalment el cortisol, però pot incloure també la producció d'aldosterona.
La malaltia d'Addison és el pitjor grau d'insuficiència suprarenal, que si no es tracta, dona lloc a greus dolors abdominals, diarrea, vòmits, debilitat muscular profunda i fatiga, pressió sanguínia baixa, pèrdua de pes, insuficiència renal, canvis en l'estat d'ànim i personalitat, i es pot produir un xoc (crisi addisoniana). Una crisi addisoniana es pot produir si el cos és sotmès a estrès, com un accident, lesió, cirurgia o una infecció greu, i es pot produir la mort ràpidament.
La insuficiència suprarenal també pot ocórrer quan l'hipotàlem o la hipòfisi, no produeixen quantitats adequades de les hormones que contribueixen a regular la funció adrenal. Això es diu insuficiència suprarenal secundària i és causada per la falta de producció d'ACTH a la hipòfisi o la manca de CRH en l'hipotàlem.